# マリア・チェントラッキオ

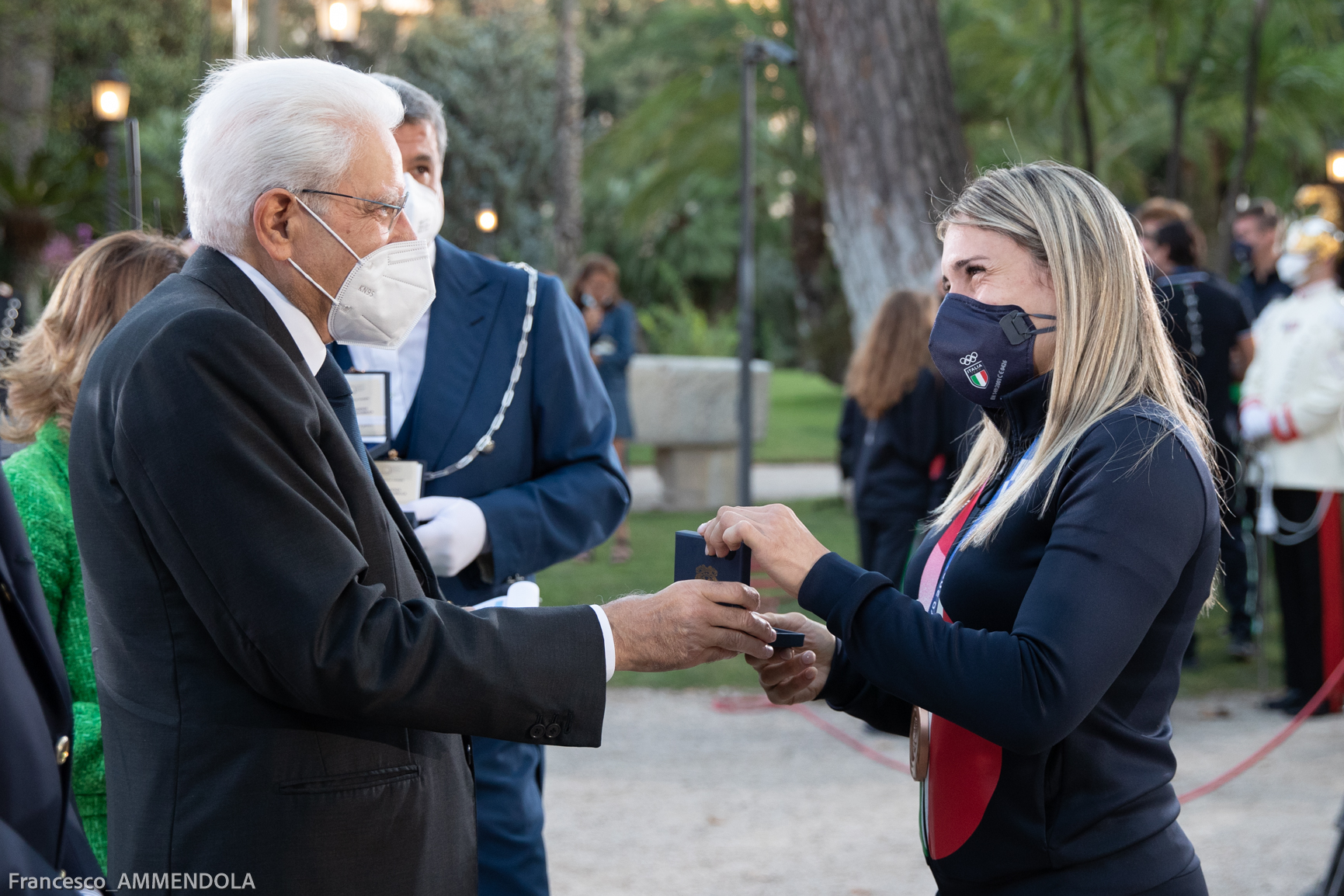

マリア・チェントラッキオ（Maria Centracchio　1994年9月28日- ）はイタリア出身の柔道選手。階級は63kg級。

## 経歴
2014年のヨーロッパジュニアとU23ヨーロッパ柔道選手権57kg級で3位になった。2015年にはアフリカオープン・カサブランカで優勝した。その後階級を63kg級に上げると、2019年にはグランプリ・テルアビブでIJFワールド柔道ツアー初優勝を飾った。ヨーロッパ競技大会では3位になった。2021年7月に日本武道館で開催された東京オリンピックでは伏兵ながら準決勝まで進むが、オリンピックチャンピオンであるスロベニアのティナ・トルステニャクに敗れるも、3位決定戦に勝利して銅メダルを獲得した。

## 主な戦績
57kg級での戦績
- 2014年 - ヨーロッパジュニア　3位
- 2014年 - U23ヨーロッパ柔道選手権　3位
- 2015年 - アフリカオープン・カサブランカ　優勝

63kg級での戦績
- 2018年 - グランプリ・タシュケント　2位
- 2019年 - グランプリ・テルアビブ　優勝
- 2019年 - ヨーロッパ競技大会　3位
- 2021年 -　東京オリンピック　3位

(出典)